# Peter O'Leary
Peter O'Leary, né le 3 mars 1972 à Wellington, est un arbitre de football international néo-zélandais. 
O'Leary arbitre un match de la Coupe d'Océanie de football 2004, trois matchs de la Coupe du monde des clubs, cinq matchs de Coupe du monde de football des moins de 20 ans ainsi que des matchs de Ligue des champions de l'OFC et de compétitions nationales néo-zélandaises et australiennes. Il est sélectionné pour arbitrer les matches de la Coupe du monde de football de 2010 en Afrique du Sud.